# Сребрно језеро
Сребрно језеро је вештачко језеро на десној обали Дунава и представља њен некадашњи речни рукавац који је данас затворен двема бранама. Налази се на подручју Браничевског округа у источној Србији, на два километра од Великог Градишта. Просечне је ширине од 300 m, a просечне дужине од 14 km.

## Географија
Само језеро је у широкој малој долини Дунава, али је окружено брдима од 282 метара ка северу (Горица брдо), 362 метара ка југу (Липовача брдо), док је цео западни део долине затворен од стране Великог брда и његовог највишег врха (324 метара Анатема). Ушће реке Пек у Дунав, познато по свом обрнутом току током високог водостаја, налази се јужно од језера. Историјска налазишта средњовековног града-тврђаве у Голупцу и Раму такође су у близини језера, као извор Хајдучка вода.
На оба дела који повезују језеро са Дунавом језеро је преграђено а потом је и премештен 1971. године, пут Велико Градиште-Затоње који прелази на копно. Остала насеља на језеру су Бискупље и Кисиљево.
Сребрно језеро има неправилан облик лука, и заузима површину од 4 km². Налази се на надморској висини од 70 метара и дубоко је 8 метара. Вода је бистра због недостатка загађења и природне филтрације воде кроз много пешчаних дина. Језеро је богато рибом, укључујући амура, шарана, сома, штуке, смуђа и осталих слатководних риба.

## Привреда
Језеро је популарна дестинација за одмор и риболов деценијама, али однедавно привлачи туристе из свих крајева централне Србије, упркос недостатку смештаја. Језеро има један хотел „Сребрно језеро“, неколико ресторана и Т-пансиона, викенд-насеља, највећи ауто-камп парк у Србији.
Као резултат растуће популарности језера, однедавно је рекламирано као „српско море“, јер Србија нема излаз на море.
Од 2006. године се одржава традиционални Шаховски фестивал "Сребрно језеро" Архивирано на веб-сајту  (21. јануар 2022) у организацији локалног шаховског клуба ВГСК. На фестивалу који је одржан 2017. године учествовало је 256 такмичара из 19 земаља.
Од 2016. године познати кошаркаш Милош Теодосић организује летњи дечји кошаркашки камп Тео4 Архивирано на веб-сајту  (21. јануар 2022).